# Dekanat Bautzen
Das Dekanat Bautzen (obersorbisch Dekanat Budyšin) ist ein Dekanat des römisch-katholischen Bistums Dresden-Meißen.
Es umfasst 15 Pfarreien in der Oberlausitz mit rund 26.000 Katholiken. Bei der Neustrukturierung der Dekanate 2002 wurde das Dekanat Zittau in das Dekanat Bautzen integriert. Das Dekanat liegt im Siedlungsgebiet der Sorben.
Dekan ist der Dompfarrer am St.-Petri-Dom in Bautzen.

## Pfarreien mit Kirchengebäuden
| Pfarrei                                            | Patrozinium                | Katholiken | Verantwortungsgemeinschaft                                                       | Pfarrkirche                           | Filialkirchen und Kapellen | Bild der Pfarrkirche |
| -------------------------------------------------- | -------------------------- | ---------- | -------------------------------------------------------------------------------- | ------------------------------------- | --- | -------------------- |
| Bautzen Dompfarrei                                 | St. Petri                  | 3473       |                                                                                  | Dom St. Petri Bautzen (Konkathedrale) | Kirche zu unserer Lieben Frau Bautzen, Klosterkirche St. Clara Bautzen, Bischöfliche Hauskapelle St. Josef, Schlosskapelle St. Marien Doberschau-Gaußig |                      |
| Bischofswerda                                      | St. Benno                  | 1381       | VG Kamenz-Bischofswerda-Radeberg                                                 | St. Benno Bischofswerda               | St. Michael Bretnig-Hauswalde, St. Marien Pulsnitz |                      |
| Crostwitz                                          | Hl. Apostel Simon und Juda | 3832       | Sorbischer Pastoraler Raum                                                       | St. Simon und Juda Crostwitz          | St. Johannes der Täufer Doberschütz, St. Maria, Mutter der Gnaden Räckelwitz                                                                            |                      |
| Pfarrvikarie Panschwitz-Kuckau (Pfarrei Crostwitz) | Mariä Himmelfahrt          | 298        | Sorbischer Pastoraler Raum                                                       | Klosterkirche St. Marienstern         | |                      |
| Kamenz                                             | St. Maria Magdalena        | 1831       | VG Kamenz-Bischofswerda-Radeberg                                                 | St. Maria Magdalena Kamenz            | Zur Kreuzerhöhung Königsbrück, Mutter vom Guten Rat Oßling, St. Georg Kamenz, St. Monika Kamenz                                                         |                      |
| Leutersdorf                                        | Mariä Himmelfahrt          | 2010       | ehemals VG Leutersdorf – Ebersbach-Neugersdorf – Oppach Pfarreigründung 11.12.17 | Mariä Himmelfahrt Leutersdorf         | Mariä Unbefleckte Empfängnis Großschönau, Herz Jesu Ebersbach, St. Antonius Oppach                                                                      |                      |
| Löbau                                              | Mariä Namen                | 1259       | VG Zittau-Löbau-Ostritz                                                          | Mariä Namen Löbau                     | St. Bonifatius Herrnhut, St. Heinrich Schönbach |                      |
| Nebelschütz                                        | St. Martin                 | 802        | Sorbischer Pastoraler Raum                                                       | St. Martin Nebelschütz                | St. Sebastian Piskowitz |                      |
| Ostritz                                            | Mariä Himmelfahrt          | 1058       | VG Zittau-Löbau-Ostritz                                                          | Mariä Himmelfahrt Ostritz             | Zisterzienserinnenabtei St. Marienthal Ostritz (zeigt das Foto) St. Nikolaus Bernstadt a. d. Eigen, St. Theresia vom Kinde Jesu Zittau-Schlegl          |                      |
| Ostro                                              | St. Benno                  | 528        | Sorbischer Pastoraler Raum                                                       | St. Benno Ostro                       | |                      |
| Radibor                                            | Maria Rosenkranz-königin   | 1616       | Sorbischer Pastoraler Raum                                                       | Maria Rosenkranz-königin Radibor      | Mariä Unbefleckte Empfängnis Sdier, Zum Hl. Kreuz Radibor, Maria Himmelfahrt Radibor, St. Margaretha Camina                                             |                      |
| Ralbitz                                            | St. Katharina              | 1866       | Sorbischer Pastoraler Raum                                                       | St. Katharina Ralbitz                 | Wallfahrtskirche Mariä Himmelfahrt Rosenthal, Herz-Jesu-Kirche Königswartha, St. Agnes Schönau                                                          |                      |
| Schirgiswalde                                      | Mariä Himmelfahrt          | 2945       |                                                                                  | Mariä Himmelfahrt Schirgiswalde       | St. Joseph Großpostwitz, Hl. Kreuz Fuchsberg, Zu Allen Heiligen Sohland a. d. Spree, St. Barbara Wilthen                                                |                      |
| Storcha                                            | Herz Jesu                  | 519        | Sorbischer Pastoraler Raum                                                       | Herz-Jesu-Kirche Storcha              | St. Benno Schmochtitz, St. Petrus Schmochtitz |                      |
| Zittau                                             | Mariä Heimsuchung          | 1843       | VG Zittau-Löbau-Ostitz                                                           | Mariä Heimsuchung Zittau              | St. Konrad von Parzham Hirschfelde, St. Petrus Canisius Olbersdorf                                                                                      |                      |

## Pastoraler Erkundungsprozess
Im Rahmen des Pastoralen Erkundungsprozesses schlossen sich mehrere Pfarrgemeinden zu Verantwortungsgemeinschaften zusammen.
Eine Verantwortungsgemeinschaft wurde bereits zu einer neuen Pfarrei vereinigt.
Der Sorbische Pastorale Raum erhielt von Bischof Heinrich Timmerevers einen Sonderstatus. Er muss sich nicht bis 2021 zu einer neuen Pfarrei vereinigen.